# Yvette Higgins
Yvette Higgins   (Sydney, 5 de gener de 1978) fou una waterpolista australiana que va competir durant les dècades de 1990 i 2000.
El 2000 va prendre part en els Jocs Olímpics de Sydney, on guanyà la medalla d'or en la competició de waterpolo. En el seu palmarès també destaca una medalla d'or a la Copa del Món de waterpolo de 1995.